# Henry Pope
Henry Pope es un personaje de ficción de la serie de televisión estadounidense de FOX, Prison Break, interpretado por el actor Stacy Keach Es Alcalde de la Prison de Chicago Fox River es conocido por ser generoso y amable hasta antes de la fuga de los 8 de Fox River , dónde se retiraría del cargo de alcaide , puesto que ejercicio por un aproximado de 30 años. 

## Biografía del personaje
El personaje es presentado en la serie como el alcaide de la Penitenciaría Estatal Fox River. Durante dieciocho años, se ha dedicado a asegurarse que los prisioneros se rehabiliten y lleguen a ser provechosos para la sociedad una vez sean puestos en libertad. Para ello ha creado el programa de Industria de la Prisión (IP), que permite a los reclusos ganar experiencia de trabajo. También promueve un programa de educación para que los presos puedan recibir su GED e, incluso, graduarse. Próximo a jubilarse, Pope busca un sucesor que dirija Fox River de la misma manera. Aunque ha pensado en el Capitán Brad Bellick (Wade Williams), lo cierto es que han tenido varios enfrentamientos debido a la creencia de Bellick de que el castigo es el objetivo principal de la prisión y no la rehabilitación.

### Primera temporada
Para su cuadragésimo aniversario de boda, Pope quiere regalar a su esposa Judy una réplica del Taj Mahal. Sin embargo, su construcción es muy precaria, así que solicita la ayuda de Michael Scofield (Wentworth Miller), Ingeniero Estructural, para le haga una estructura estable. Michael aprovecha este tiempo para ayudarse en su plan de escape.
Años atrás, en Toledo (Ohio), Pope tuvo una aventura de la que resultó un hijo, Will Clayton, quien luego tuvo problemas con la ley y murió a los 18 años. Pope le contó esta aventura a su mujer pero nunca le dijo lo de su hijo Will. Los agentes Kellerman y Hale amenazan con usar esta información y chantajean a Pope para que acceda a trasladar a Michael a otra prisión, aunque sin resultado ya que Pope se niega a trasladarle y luego le cuenta a su esposa lo de Will. Presumiblemente, ella le perdona y Michael puede continuar trabajando en la réplica del Taj Mahal.
Pope tiene un gran respeto por Michael como Ingeniero Estructural y como "un hombre decente". El respeto mutuo y la confianza van aumentando a medida que Michael visita regularmente a Pope para ayudarle con la maqueta. Pope incluso a veces deja a Michael sólo en su oficina.
Durante la noche de la fuga, el alcaide Pope es obligado a sacar a Lincoln Burrows (Dominic Purcell) de la celda de confinamiento al verse amenazado por Michael con una cuchilla. Michael le ata y amordaza, y le deja encerrado en el armario de su oficina. Pope se queda aturdido y se siente traicionado por Michael. Luego consigue contactar con la policía y el gobernador y dar la voz de alarma sobre la fuga.

### Segunda temporada
Pope permanece fiel a su equipo, incluso cuando el Agente Mahone (William Fichtner) insiste en interrogar a la doctora Sara Tancredi (Sarah Wayne Callies) sobre su implicación en la fuga. Cuando un comité de conducta resuelve suspenderle de sueldo por dos semanas y establecer un periodo de tres meses de prueba, a la vez que Bellick es despedido, Pope protesta por esta decisión y dimite. Cuando se encuentra recogiendo sus cosas en la oficina, al ver la maqueta del Taj Mahal, recuerda la confianza que puso en Michael y, en un arranque de rabia, la destruye.
Pope es, posteriormente, reemplazado como alcaide de Fox River por Ed Pavelka, con una línea de actuación mucho más dura y que promete que no cometerá los mismos errores que su antecesor.
Tras 15 episodios de ausencia, Pope vuelve en "Bad Blood", jugando un papel de vital importancia. Michael descubre que Pope es miembro de un club de fumadores de puros, el mismo en el que el asesinado Gobernador Frank Tancredi (John Heard) ha escondido en su taquilla una prueba que podría exonerar a Lincoln. Junto con Sara, se dirigen a la casa de Pope para pedirle que coja por ellos la prueba. Tras una acalorada discusión, incluyendo a Michael apuntando a Pope con un arma, Pope accede con reticencia, aunque a cambio pide a Michael que se entregue. Pope recupera la evidencia, la cual consiste en una conversación grabada entre la Presidenta Reynolds y Terrence Steadman dos semanas después de la supuesta muerte de Steadman y almacenada en una memoria USB. Cuando el Agente Kim intenta arrestar a Pope a la salida del club, es rescatado por Michael, Lincoln y Kellerman. Tras dejarle en su casa, Pope le dice a Michael que no es necesario que se entregue.